# Cardeiro
Cardeiro (llamada oficialmente San Pedro de Cardeiro) es una parroquia española del municipio de Boimorto, en la provincia de La Coruña, Galicia. 

## Entidades de población
Entidades de población que forman parte de la parroquia:
- La Iglesia (A Igrexa)
- Castro (O Castro)
- Cheda (A Cheda)
- Currás (Os Currás)
- Freijido (Freixido)
- Lamas
- Moscosas (As Moscosas)
- Piñeiro
- Jesteiras (As Xesteiras)
- Ramos (Os Ramos)
- Toá

## Demografía
| Gráfica de evolución demográfica de Cardeiro entre 2000 y 2018 |
|                                                                |
| Datos según el nomenclátor publicado por el INE.               |